# تلفن امن

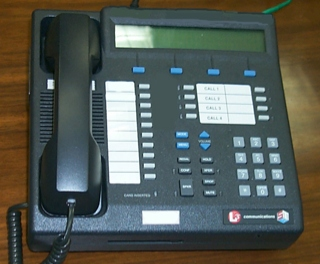
تلفن رومیزی تجهیزات ترمینال ایمن.

تلفن امن تلفنی است که صدای امن در آن به‌صورت سرتاسر رمزگذاری شده ارسال و دریافت می‌شود و برای تماس تلفنی، و در برخی موارد نیز به متقابل اصالت سنجی از طرفین تماس، و حفاظت از آن‌ها در برابر حمله فرد میانی استفاده می‌شود. نگرانی از رشد گسترده حوادث مربوط به شنود ارتباطات مخابراتی منجر به افزایش تقاضا برای تلفن‌های ایمن شد.
عواملی مانند سیاست، مسائل مربوط به صادرات، ناسازگاری بین محصولات مختلف (به دلیل لزوم استفاده از پروتکل‌های یکسان برای طرفین) و قیمت بالا (امروزه هزینه این دستگاه‌ها روز به روز در حال کاهش است) از عواملی هستند که باعث شده‌است استفاده از تلفن‌های امن محدود شود.

## محصولات شناخته شده
بهترین محصول شناخته شده از تلفن‌های امن در بازار دولت آمریکا خانواده STU-III است. این سیستم اکنون توسط تجهیزات ترمینال ایمن (STE) و استانداردهای SCIP جایگزین شده‌است که مشخصاتی را برای طراحی تجهیزات به منظور تأمین امنیت داده‌ها و صدا تعریف می‌کند. استاندارد SCIP توسط NSA و DOD وزارت دقاع ایالات متحده آمریکا توسعه یافت تا هم‌کنش‌پذیری بیشتر بین تجهیزات ارتباطی ایمن حاصل شود. خانواده جدیدی از تلفنهای امن استاندارد بر اساس رمزگذاری VoIP (صدا از طریق پروتکل اینترنت) استاندارد ZRTP توسط فیلیپ زیمرمن ایجاد شده‌است.

## تلفن‌های VoIP و تلفن‌های ارتباط مستقیم
امروزه به دلیل افزایش محبوبیت VoIP، به‌طور گسترده‌تری از تلفنهای امن استفاده می‌شود. شمار بالایی از ارائه‌دهندگان اصلی سخت‌افزاری و نرم‌افزاری این تلفن، آن را به عنوان یک خصوصیت استاندارد و بدون هزینه اضافی ارائه می‌دهند.
برخی نمونه‌ها عبارتند از Gizmo5 و توینکل. هر دوی آن‌ها با پیشنهادهای بنیانگذار PGP، فیل زیمرمن، و پروتکل امن ایجاد شده توسط او (VoIP) , ZRTP. ZRTP در میان سایر محصولات، Ripcord Networks SecurePC با کتابخانه‌های ریاضی خم بیضوی سازگار با NSA Suite B اجرا شده‌است. ZRTP همچنین به عنوان استاندارد جدید برای مکالمات ایمن غیر VoIP برای موبایل GSM CSD در دسترس است.
Fishbowl نام یک تلفن امن است که توسط آژانس امنیت ملی ایالات متحده آمریکا در حال ساخت است. این تلفن امن مبتنی بر اندروید گوگل است.

## محصولات تاریخی مهم

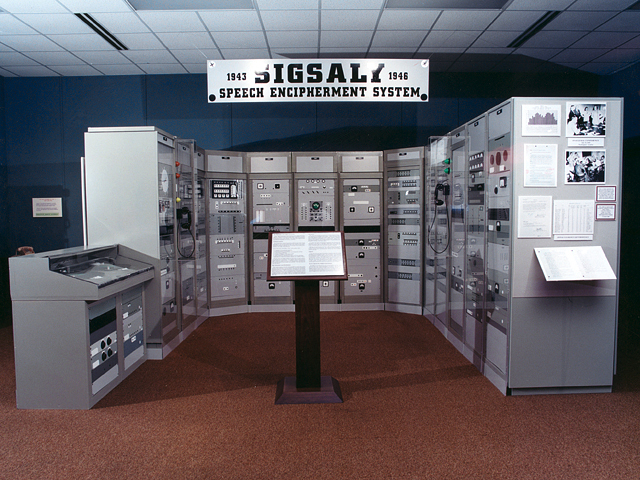
نمایشگاه SIGSALY در موزه ملی رمزنگاری

نوعی تلفن امن به نام اسکرامبلر (Scramblers) برای ترافیک صوتی امن در طول جنگ جهانی دوم مورد استفاده قرار گرفت، اما اغلب به دلیل عدم امنیت ذاتی رهگیری و رمزگشایی می‌شدند. اولین تلفن امن واقعی SIGSALY نام داشت. این تلفن یک دستگاه عظیم بود که وزن آن بیش از ۵۰ تن بود. NSA که پس از جنگ جهانی دوم شکل گرفت، مجموعه ای از تلفن‌های امن به نام‌های STU I، STU II و STU-III را ایجاد کرد. ساخت دستگاه‌های رمزگذاری صوتی برای استفاده در تلفن‌های نظامی نیز از محصولات NSA است.
در سال ۱۹۸۹، یک شرکت ایرلندی به نام اینترپید یکی از پیشرفته‌ترین تلفن‌های امن با نام میلکود را توسعه داد. این محصول اولین تلفنی بود که پیش‌بینی خطی تحریک شده با کد (یا CELP) را اجرا کرد که باعث بهبود چشمگیر کیفیت صدا و عملکرد کاربر نسبت به نسخه‌های قبلی مانند پیش‌بینی کدینگ خطی (LPC) و نسخه LPC-10e شد.
میلکود همچنین دارای سطح امنیتی به مراتب بالاتری از تلفن‌های امن قبلی بود. مدل پایه یک الگوریتم رمزگذاری اختصاصی با طول کلید ۵۱۲ بیت ارائه می‌دهد. طول کلید پیشرفته آن ۱۰۲۴ بیت است. کلید تبادل آن، بر خلاف داده‌های افزونه، یک کلید عمومی بر اساس دفی-هلمان است. کارکرد آن به این صورت بود که برای هر تماس تلفنی یک کلید جدید ایجاد شد. میلکود همچنین قادر به رمزگذاری فکس و داده‌هایی بود که به روش الکترومغناطیسی با استانداردهای ناتو TEMPEST محافظت می‌شد.
سایر محصولات مهم تاریخی عبارتند از: PGPfone و Nautilus (به عنوان یک گزینه جایگزین غیر مهم برای Clipper، که اکنون رسماً قطع شده‌است، اما هنوز هم در سورس فورج موجود است)، صحبت آزاد، و بسته‌بندی پروتکل امنیتی VoIP Zfone که توسط خالق PGP طراحی شده‌است.
به‌طور کلی اسکرمبلینگ، با استفاده از نوعی وارونگی صوتی، از طرف تهیه‌کنندگان کیت سرگرمی الکترونیکی در دسترس بوده و در رادیوهای FRS مرسوم است. اسکرمبلینگ آنالوگ هنوز هم مورد استفاده است زیرا برخی از مدارهای ارتباطی از جمله لینک‌های HF و خطوط تلفن موجود در جهان که در حال توسعه هستند، کیفیت بسیار دارند.